# 원산시 (대한민국)
원산시(元山市)는 대한민국 함경남도에 있는 대한민국의 시이다. 이북5도위원회가 관리하는 명목상의 행정 구역이다. 면적은 126.1km2로, 시청 소재지는 춘일동이다. 88개 동으로 구성되어 있으며, 이북5도청은 명예동장 8명(명사동, 적전동, 명석동, 광산동, 남장동, 용신동, 상중동, 송도동)을 임명한다.

## 행정 구역
| - 춘일동(春日洞) - 해안로1~6가(海岸路1~6街) - 욱동1~3가(旭洞1~3街) - 수동1~2가(壽洞1~2街) - 행동(幸洞) - 중1~3가(仲1~3街) - 본1~5가(本1~5街) - 천동1~4가(泉洞1~4街) - 영동(榮洞) - 경동(京洞) - 명치동(明治洞) - 녹동(綠洞) - 대화동(大和洞) - 명석동(銘石洞) - 상동(上洞) - 광석동(廣石洞) - 산제동(山祭洞) - 남촌동(南村洞) | - 신흥동(新興洞) - 북촌동(北村洞) - 상리1~2가(上里1~2街) - 남산동(南山洞) - 용동(龍洞) - 교하동(橋下洞) - 중리1~4동(中里1~4洞) - 하촌동(下村洞) - 장촌동(場村洞) - 신촌동(新村洞) - 포하동(浦下洞) - 와우동(臥牛洞) - 송흥동(松興洞) - 송하동(松下洞) - 신풍동(新豊洞) - 두방동(斗方洞) - 두산동(斗山洞) - 중청동(中淸洞) - 당상동(堂上洞) - 당중동(堂中洞) - 당하동(堂下洞) | - 무라동(武羅洞) - 삼태동(三台洞) - 낙수동(洛水洞) - 중평동(仲坪洞) - 신동(新洞) - 송상동(松上洞) - 송중동(松中洞) - 용계동(龍溪洞) - 용주동(湧珠洞) - 관풍동(館豊洞) - 내원산동(內元山洞) - 세동동(細洞洞) - 장흥동(長興洞) - 견산동(見山洞) - 지경동(地境洞) - 포평동(浦坪洞) - 사둔동(沙屯洞) - 춘악동(春岳洞) - 춘산동(春山洞) - 현동(峴洞) - 방하산동(訪霞山洞) - 용평동(龍坪洞) - 성라동(星羅洞) - 성북동(城北洞) - 두남동(斗南洞) - 여도동(麗島洞) - 웅도동(熊島洞) - 신도동(薪島洞) |

## 참고 문헌
- “함경남도 시군 소개”. 이북5도위원회.
- “함경남도 기구 및 정원”. 이북5도위원회.

## 같이 보기
- 원산시